# 福建省林业局
福建省林业局，原为福建省林业厅，是中华人民共和国福建省人民政府主管林业事务的直属机构。2018年10月26日，福建省林业厅改组为福建省林业局，仍为正厅级单位。

## 组织机构

### 内设机构
1. 办公室
2. 政策法规处（农村林业改革发展处）
3. 林政资源管理处
4. 造林处
5. 产业发展处
6. 计划财务处
7. 科学技术处
8. 绿化工作办公室（省绿化委员会办公室）
9. 森林防火工作办公室（省森林防火指挥部办公室）
10. 处理山林纠纷工作办公室（省人民政府处理山林纠纷工作小组办公室）
11. 人事教育处[1]

### 直属事业单位
- 福建三明林业学校
- 福建省林业科学研究院
- 福建省洋口国有林场
- 福建省林业调查规划院
- 福建林业职业技术学院
- 福建省林业工程公司
- 福州植物园
- 福建省林业科技试验中心
- 福建武夷山国家级自然保护区管理局
- 福建生态工程职业技术学校
- 福建省林业勘察设计院
- 福建省林业投资发展有限公司
- 福建福人木业有限公司[2]